# Азербејџански манат
Манат (азер. Azərbaycan Manatı) је азербејџанска валута која важи на целој територији осим у Нагорно-Карабаху. Дели се на 100 ђапика (qəpik). Међународни ISO 4217 код маната је AZN а локални су m, ман. или man. Име је настало од руске речи „монета“ (новац). 
Манат издаје Народна банка Азербејџана. Инфлација у 2008. је износила 20,8%.
Папирне новчанице се издају у апоенима од 1, 5, 10, 20, 50, 100 и 200 маната а ковани новац у апоенима од 1, 3, 5, 10, 20 и 50 ђапика.
Азербејџан је између 1919. и 1923. издавао двојезичну валуту манат-рубља. Манат је заменио транскавкаску рубљу. Важио је у Демократској Републици Азербејџан и касније у АССР (Азебејџанској Совјетској Социјалистичкој Републици).
Манат је поново уведен након стицања независности 1992. године.
Трећи манат је заменио други 1. јануара 2006. по курсу 5.000 старих маната за 1 нови.